# Hana Šromová
Hana Šromová (Kopřivnice, 1978. április 10. –) cseh teniszezőnő. 1997-óta profi játékos, legjobb világranglistán elért helyezése nyolcvanhetedik volt, ezt 2006 júniusában ért él. Egyéniben nyolc, párosban harmincöt páros ITF-tornát nyert meg.

## Eredményei Grand Slam-tornákon

### Egyéniben
| Torna           | 2008   | 2007   | 2006   |
| --------------- | ------ | ------ | ------ |
| Australian Open | -      | -      | 2. kör |
| Roland Garros   | -      | -      | 2. kör |
| Wimbledon       | -      | 2. kör | 1. kör |
| US Open         | 1. kör | -      | 1. kör |

## Év végi világranglista-helyezései
| Év       | 1994 | 1995 | 1996 | 1997 | 1998 | 1999 | 2000 | 2001 | 2002 | 2003 | 2004 | 2005 | 2006 | 2007 | 2008 |
| Helyezés | 559. | 646. | 290. | 351. | 363. | 311. | 249. | 279. | 348. | 250. | 225. | 98.  | 119. | 154. | 267. |

## Külső hivatkozások
- Hana Šromová profilja a WTA oldalán (angolul)
- Hana Šromová profilja az ITF oldalán (angolul)